# Kamenná slunce (národní přírodní památka)
Národní přírodní památka Kamenná slunce je geologický útvar, který se nachází v Chráněné krajinné oblasti České středohoří asi jeden kilometr jihovýchodně od vesnice Hnojnice v okrese Louny v Ústeckém kraji, při silnici č. 249 z Libčevsi do Libochovic.  Předmětem ochrany je volně přístupný bývalý malý lom, jehož odkrytý řez dokazuje, že zde v minulosti probíhala explozivní sopečná činnost.  Nachází se zde odkrytá skalní stěna, na níž jsou viditelné zvláštní struktury podobné dětským kresbám slunce – odtud název Kamenná slunce. 
V minulosti byla lokalita využívána k těžbě sopečného tufu, který se používal jako příměs do cihel, které se vyráběly v nedaleké cihelně. Pozůstatky této cihelny lze najít na západ od lokality. Jedná se o tzv. maarovou strukturu, která vznikla v průběhu dávné sopečné erupce. Výbuchem roztaveného magmatu vzniklo trychtýřovité hrdlo, které bylo postupně zaplňováno sopečnými vyvrženinami a úlomky hornin ze stěny sopečného kráteru. Úlomky hornin byly chladnější než okolní sopečné magma a staly se tak centry chladnutí. Okolí těchto úlomků vlivem nestejné rychlosti chladnutí popraskalo a vytvořilo pomyslné sluneční paprsky. Celkový počet viditelných velkých kamenných sluncí je asi patnáct, vedle toho jsou zde desítky menších kamenných sluníček. Množství a velikost odkrytých sluncí činí z chráněného území unikát v celosvětovém měřítku.  Druhá podobná lokalita se nachází zhruba 5 km na sever odsud, asi 250 m severozápadně od vsi Staré. 
K lokalitě se dá snadno dostat ze silnice spojující obce Libčeves a Koštice  anebo se k ní dá dojít po polní cestě, která vede z vesnice Hnojnice. 

## Lokalita
Národní přírodní památka se nachází v Ústeckém kraji, okrese Louny, obci Libčeves, zhruba 1 km od sídla Hnojnice v údolí Hnojnického potoka. Území se nachází v nadmořské výšce od 244 do 260 m. Celková rozloha území činí 0,44 ha a je rozdělena na dvě dílčí plochy. Na první ploše se nachází stěna bývalého lomu s vlastním geologickým jevem „kamenných sluncí“. Druhá plocha je tvořena stepní strání s výskytem zvláště chráněných druhů rostlin a živočichů.

## Historie

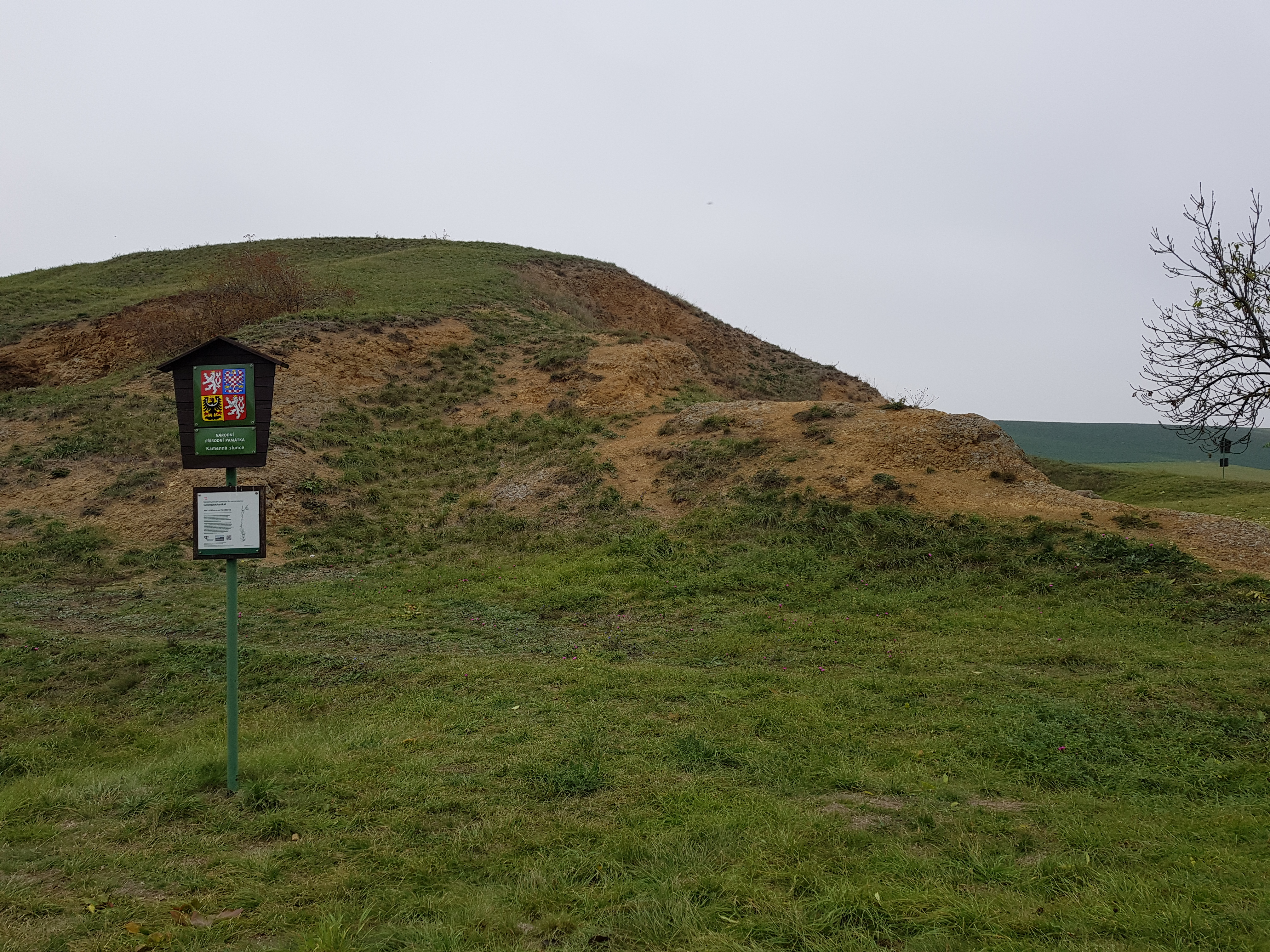
Pohled na lokalitu s cedulí NPP

Lokalita byla v minulosti využívána k těžbě tufu (tzv. „ostřiva“), který se využíval jako příměs při výrobě cihel v nedaleké cihelně. Cihelna byla funkční do poloviny 19. století. Dnes lze její zbytky vidět západně od této lokality.
Poté, co zde byla objevena přítomnost geologického jevu kamenných sluncí, došlo k zastavení těžby. Následně zde byla roku 1953 Ministerstvem kultury ČSR vyhlášena státní přírodní rezervace o rozloze 0,38 ha. V roce 1992 byla poté oblast povýšena na národní přírodní památku. V roce 1997 bylo území nově geodeticky změřeno a jeho plocha byla upřesněna na 0,44 ha.
Kolem lokality se nachází polní kultury, které jsou intenzivně obdělávány. Na stav památky však toto obdělávání nemá žádný vliv. Na území byla do 80. let 20. století extenzivní pastva koz a ovcí, čímž byl podporován růst vzácných stepních druhů rostlin.
V roce 1991 došlo k odstranění opadu ze stěny památky a tím se zlepšil celkový pohled na geologický jev. Dále zde bylo v roce 1997 provedeno experimentální vypalování, které vedlo k zamezení hromadění špatně rozložitelné biomasy.

## Přírodní poměry

### Geologie

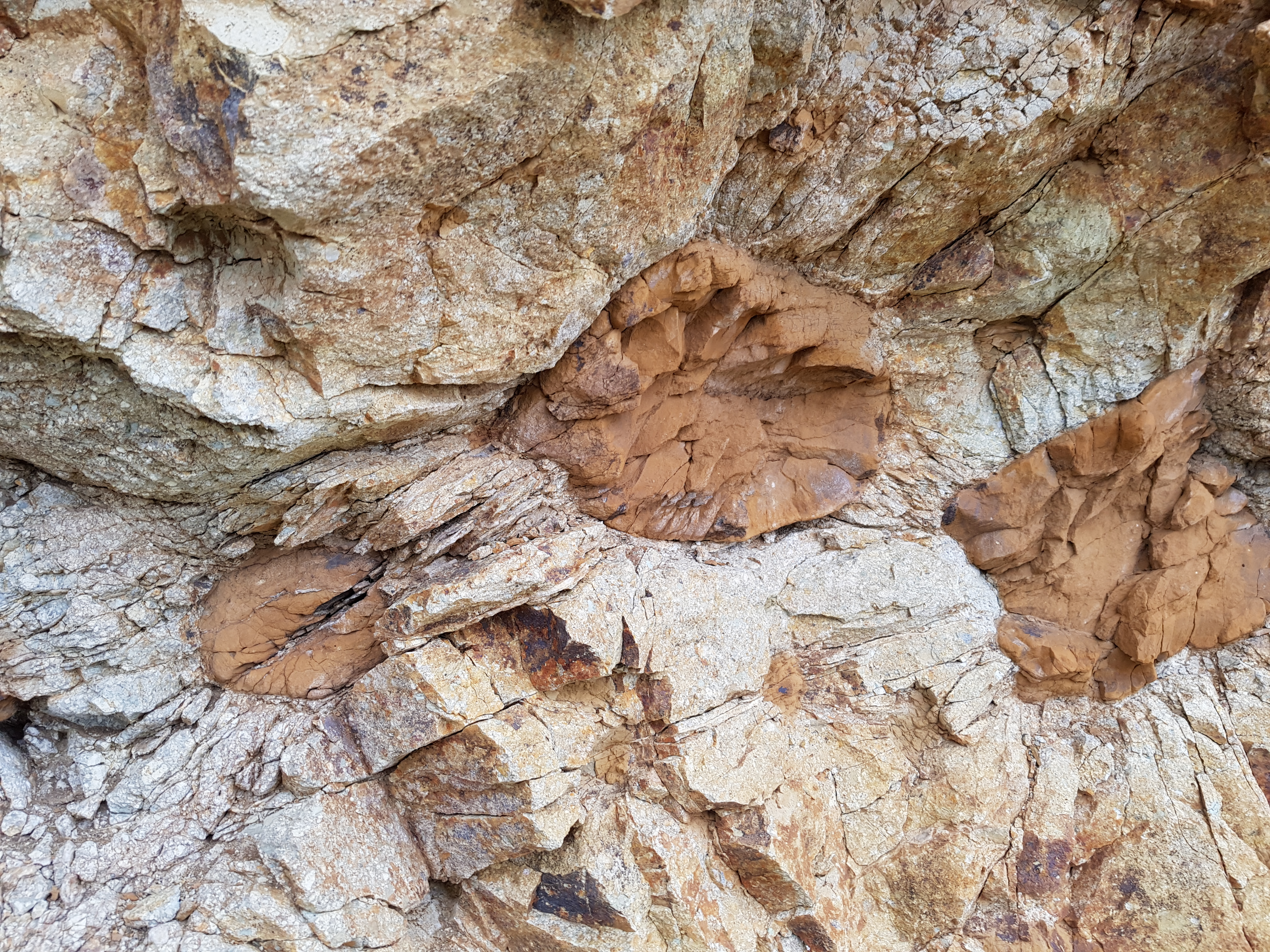
Několik kamenných sluncí s tmavým jádrem

Kamenná slunce vznikla v důsledku klastické výplně sopečného kráteru ve třetihorách. Interakcí zásaditého magmatu s okolním vlhkých sedimentem (tzv. hydrovulkanismus) vznikla na místě intruzivní brekcie. V důsledku tohoto vzájemného působení došlo k rozpadu magmatu a ohromnému zvýšení explozivity. Lze předpokládat, že při takto silné explozi vznikl na původním povrchu maar. Po výbuchu se kráter začal zaplňovat sopečným popelem a úlomky starších hornin. V intruzivní brekcii je proto přítomno velké množství xenolitů tvořených z křídových sedimentů (vápnité jílovce a slínovce). Xenolity jsou mírně metamorfovány a v jejich okolí se nachází praskliny, které vnikly radiálně paprsčitou odlučností brekcie. Vznik tohoto fenoménu je podmíněn velkým teplotním rozdílem na rozhraní xenolitu a intruzivní brekcie.
Jednotlivá "slunce" se se skládají z tmavšího oranžovohnědého jádra tvořeného xenolity. Středy sluncí obklopuje sopečný tuf bělošedé barvy. Okolo jader sluncí jsou radiální pukliny tvořící paprsky. Velikost jader sluncí se pohybuje od 0,3 cm do 30 cm. Celá slunce i s okolními puklinami pak mohou mít průměr až 1 m.

### Klimatologie
Lokalita spadá do klimatické oblasti T2 , která se vyznačuje dlouhým, teplým a suchým létem a krátkou, mírně teplou a suchou zimou. Jaro a podzim jsou poměrně krátké a teplé.

### Vegetace

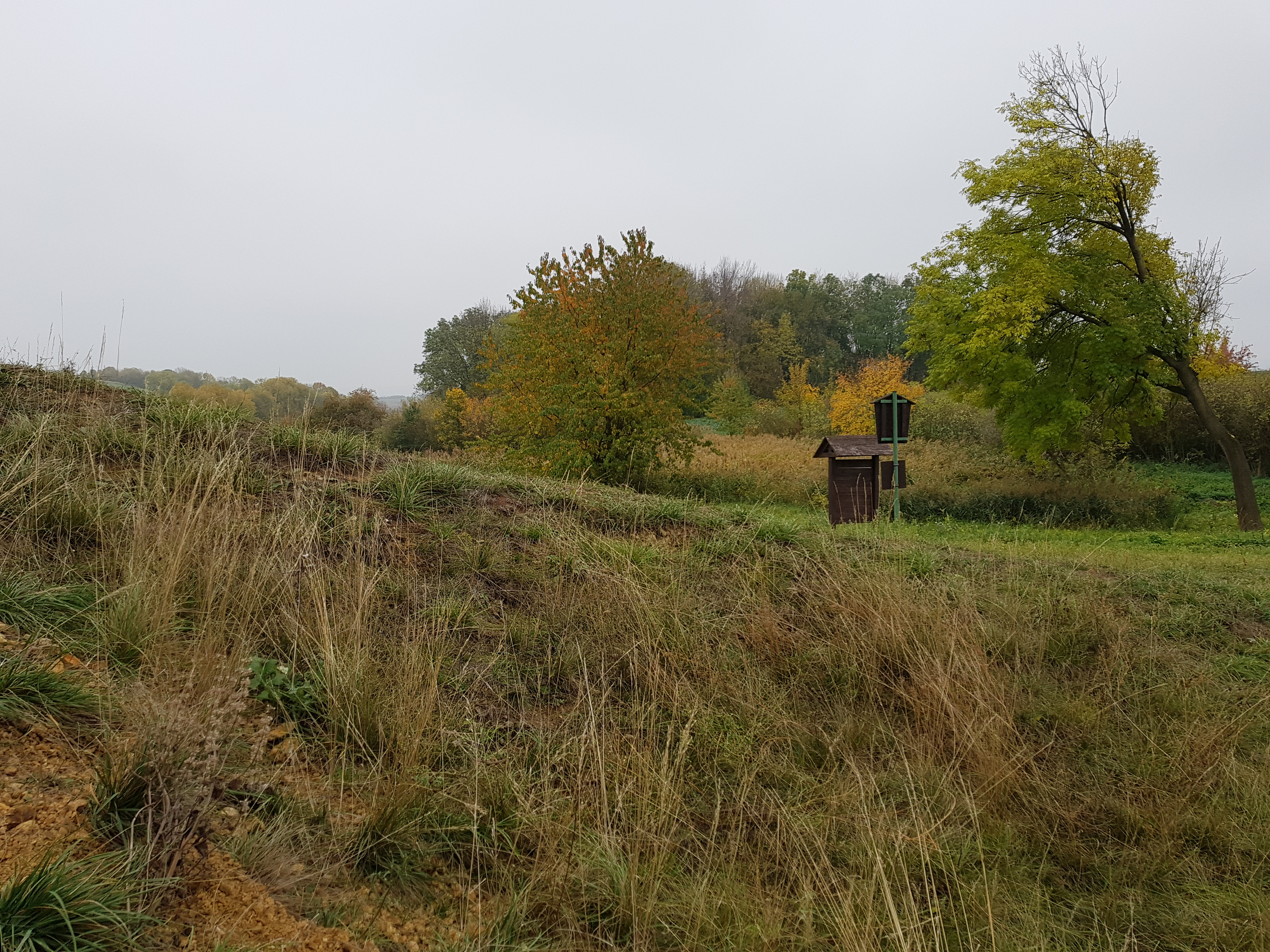
Pohled na lokalitu se stepní strání

Na lokalitě se rozkládá jedinečná stepní formace. Díky teplému a velmi suchému klimatu se zde nachází celá řada vzácných společenstev rostlin. Již na začátku jara zde lze zahlédnout kvést koniklec luční český (Pulsatilla pratensis subsp. bohemica). Na přelomu května a června už zde dosahuje vegetačního optima pestrá mozaika vzácných rostlin jako například len rakouský (Linum austriacum), bělozářka liliovitá (Anthericum liliago), kozinec bezlodyžný (Astragalus exscapus), kozinec rakouský (Astragalus austriacus), silenka paušnice (Silene pseudotites) nebo rýt žlutý (Reseda lutea). V létě zde můžeme vidět kvést vlnici chlupatou (Oxytropis pilosa) a třezalku ozdobnou (Hypericum elegans). Mezi další vzácné druhy vyskytující se na lokalitě patří divizna brunátná (Verbascum phoeniceum), modřenec tenkokvětý (Leopoldia tenuiflora) a kavyl Ivanův (Stipa pennata).

### Fauna
Na území se vyskytuje fauna teplomilných a suchomilných bezobratlých. Vzácným zástupcem hmyzu je kobylka Tettigonia caudata, která zde má jednu ze dvou známých lokalit výskytu v Českém středohoří. Další vzácní zástupci hmyzu jsou střevlíci Notiophilus laticollis a Masoreus wetterhallii, drabčík Dolicaon biguttulus, motýl modrásek východní (Pseudophilotes vicrama) a soumračník proskurníkový (Pyrgus carthami), jedovatá majka Meloe decorus nebo vřetenuška ligrusová (Zygaena carniolica).
Ze zástupců obojživelníků a plazů lze na lokalitě nalézt ropuchu obecnou (Bufo bufo), ropuchu zelenou (Bufo viridis), skokana skřehotavého (Rana ridibunda), užovku hladkou (Coronella austriaca), ještěrku obecnou (Lacerta agilis) a slepýše křehkého (Anguis fragilis).

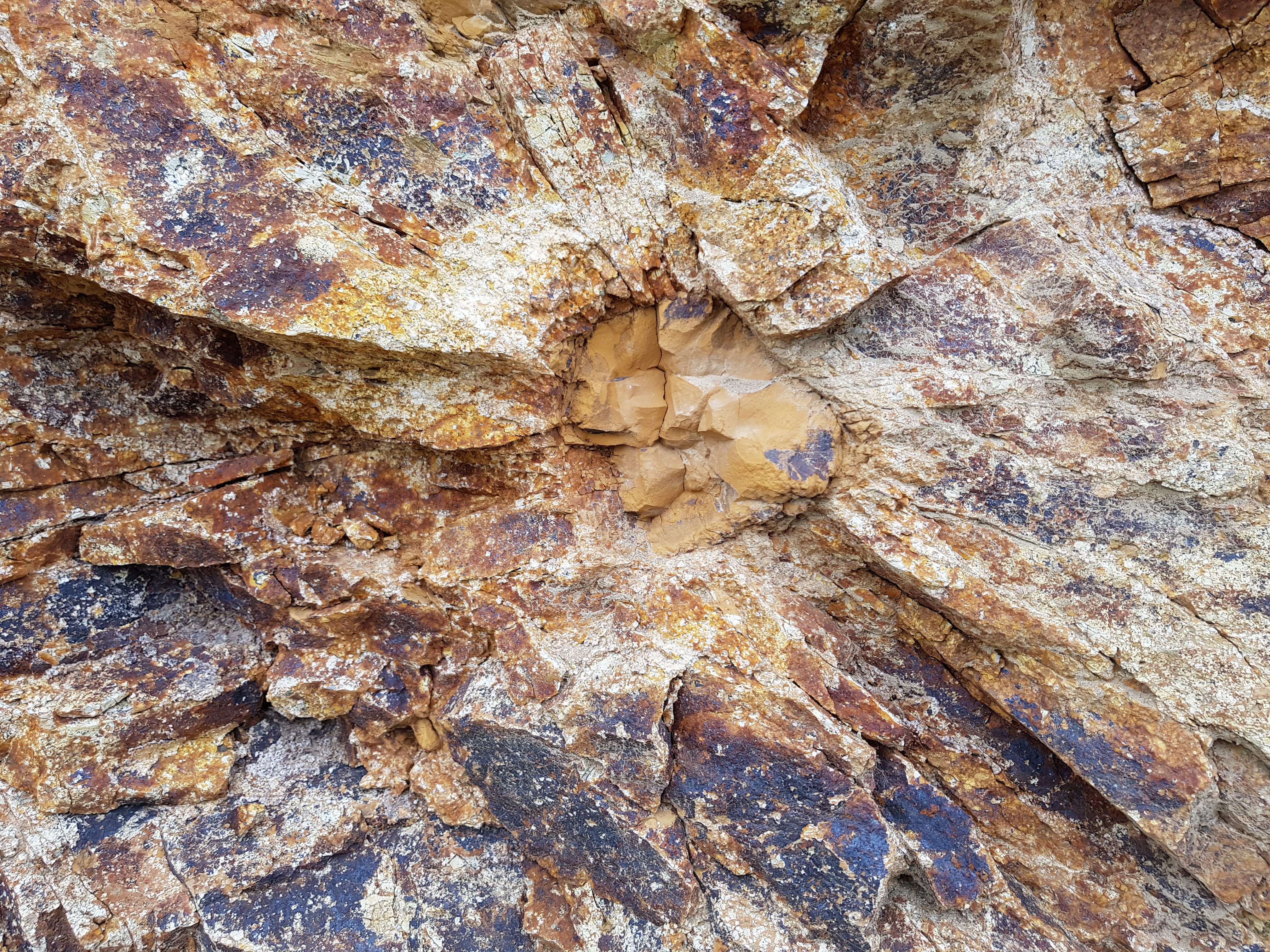
Detail jednoho z kamenných sluncí

Lokalita je poměrně bohatá i co se týče druhů ptáků. Přilehlé rákosiny a křoviny v nivě Hnojnického potoka jsou hnízdištěm slavíka obecného (Luscinia megarhynchos). Další zástupci jsou strnad luční (Miliaria calandra), ťuhýk obecný (Lanius collurio) a křepelka polní (Coturnix coturnix).

## Ochrana

### Předmět ochrany
Hlavním předmětem ochrany je zachování unikátního geologického jevu tzv. "kamenných sluncí" v profilu, který vede stěnou bývalého zemníku, které jsou dokladem explozivní sopečné činnosti. Dalším cílem je ochrana a udržování stepních společenstev s výskytem velkého počtu chráněných a ohrožených druhů rostlin a živočichů.

### Environmentální problémy
Negativní dopad na lokalitu má už od jejího vyhlášení vyrýpávání „center“ sluncí neukázněnými návštěvníky do sbírek nebo jako suvenýr.

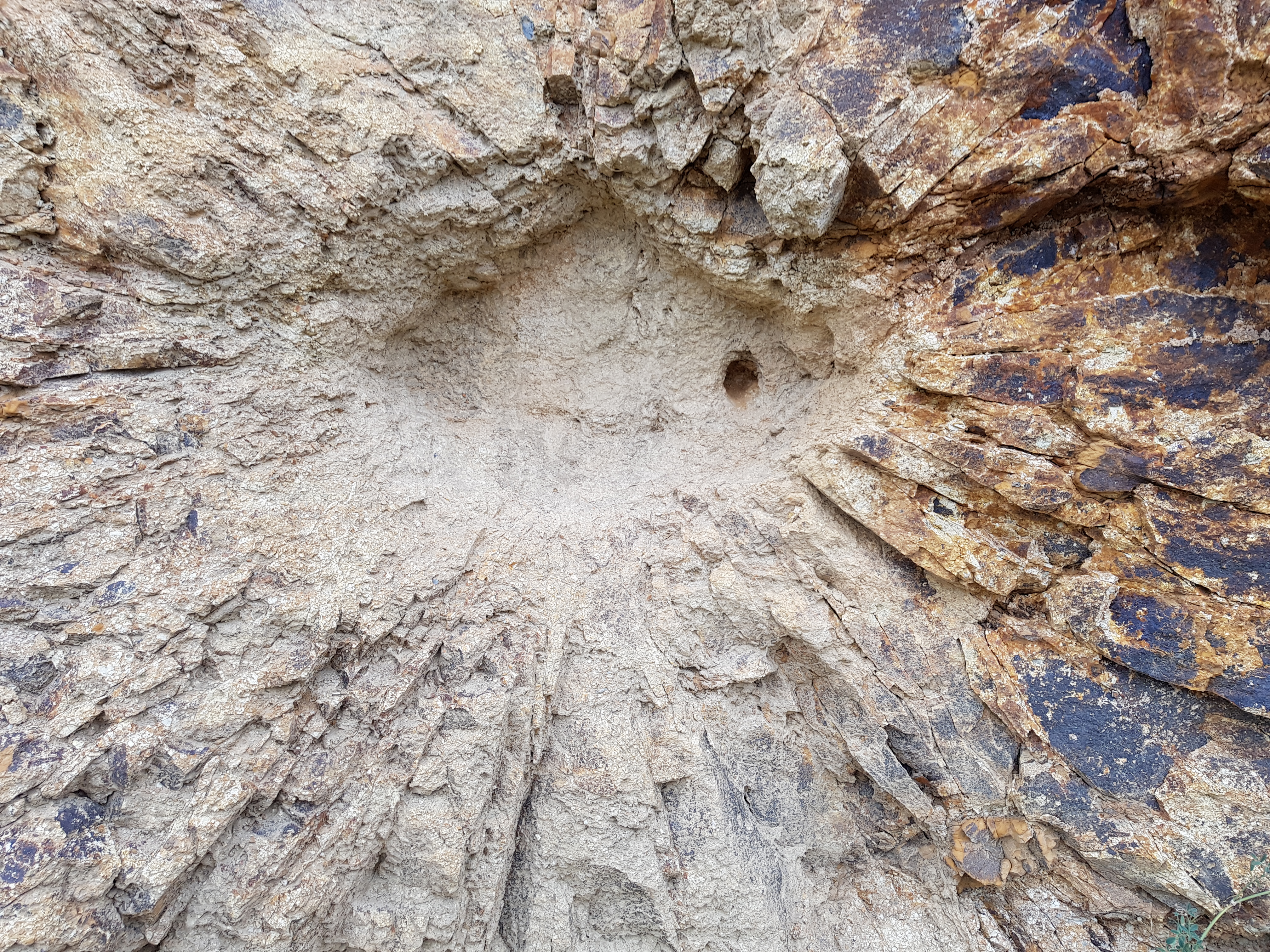
Kamenné slunce bez tmavého jádra

### Plán péče
Péče o nelesní pozemky spočívá v ochraně stepních ploch před náletem křovin a v redukci porostu šeříku obecného (Syringa vulgaris). S tímto opatřením je spjat management extenzivní pastvy kombinovaným stádem (kozy, ovce). Alternativně se může při absenci stáda provést i kosení křovinořezem. Tento zásah se provádí jednou za rok.
Za účelem podpory stepních společenstev rostlin dochází k odstraňování plochy od zastínění, které způsobuje především hloh a šípek.
Při péči o živočichy na této lokalitě není třeba žádných speciálních opatření.
Péče o samotný geologický jev se realizuje odstraněním opadu z lomového plata pod stěnou z důvodu zlepšení pohledové expozice. Tento zásah se provádí jednou za 10 let.

### Management
Na lokalitě byl zjištěn výskyt zvláště chráněných druhů brouků, páchníka hnědého (Osmoderma eremita) a kovaříka Ampedus elegantulus, kteří žijí ve vrbách nacházejících se v ochranném pásmu památky. Navrženým managementem pro jejich ochranu je odstranění porostů bezu černého (Sambucus nigra) v okolí vrb, protože vývoj těchto bezobratlých vyžaduje oslunění vrbových kmenů. Pozemky nacházející se v ochranném pásmu památky a v jejím blízkém okolí jsou využívány nájemcem ke kosení a produkci polních kultur (vojtěška, pšenice). Toto hospodaření nijak výrazně lokalitu neovlivňuje ani nepoškozuje.
Připravuje se požadavek na rozšíření NPP o sousední vršek vzhledem k tomu, že je geologicky i biotopově shodný se stávajícím chráněným územím. Propojení by umožnilo aplikaci jednotné péče a ochrany.
Lokalita je součástí projektu LIFE+ a v rámci tohoto projektu byl na místo v roce 2013 instalován velký infopanel pro návštěvníky památky se základními informacemi o tomto chráněném území.

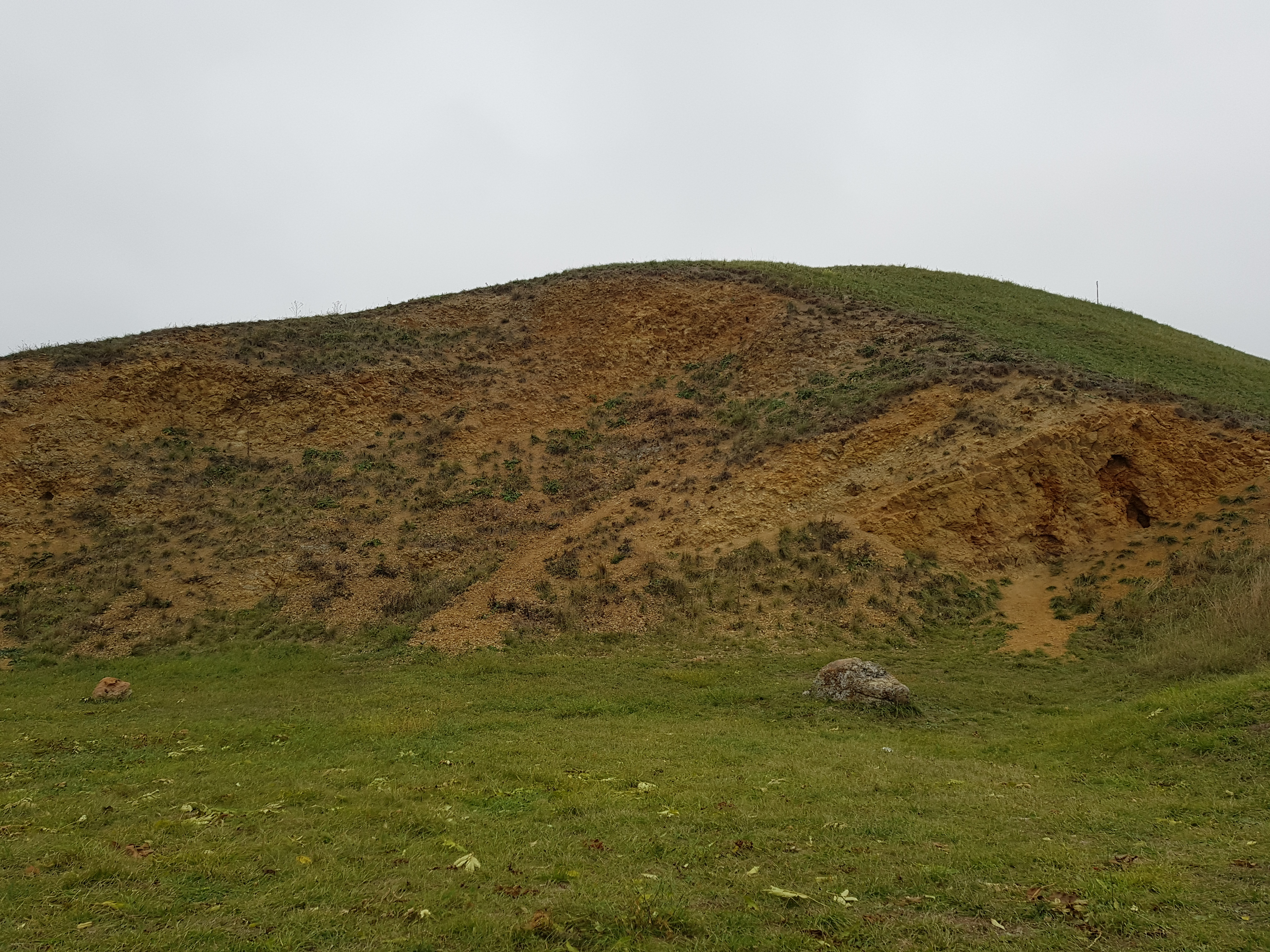
Pohled na stěnu bývalého lomu

## Turismus
Lokalita je snadno dostupná ze silnice II/249 mezi obcemi Libčeves a Koštice a je z ní i dobře viditelná. Asi 1 km za obcí Hnojnice se na levé straně nachází polní cesta vedoucí přímo k NPP. Parkování je možné při silnici. Přístup autobusem je ze zastávky v Hnojnicích (linka 660), vlakem ze zastávky Židovice (tzv. Švestková dráha Most–Litoměřice) – oboje v provozu celodenně, celotýdenně. K památce není vyznačena turistická trasa.